# Cossypha semirufa
La cosifa de Rüppell (Cossypha semirufa) es una especie de ave paseriforme de la familia Muscicapidae propia de África oriental. Su nombre conmemora a su descubridor, el naturalista alemán Eduard Rüppell.

## Descripción

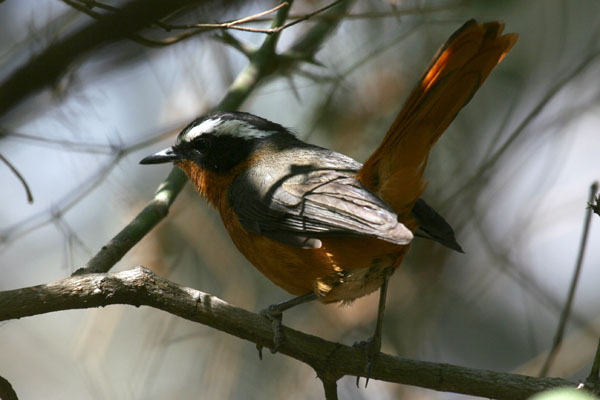
Subespecie nominal en Etiopía.

Es un pájaro pequeño y de cola larga. Sus partes inferiores, la garganta, el cuello, el obispillo y la mayoría de la cola son de color anaranjado, y las alas y la espalda grisáceas. Su píleo y rostro son negruzcos, en contraste con una ancha y larga lista superciliar blanca, que se extiende de la frente a la nuca.
Su aspecto es la de una versión más pequeña de la cosifa de Heuglin, que mide 18 cm de largo en lugar de 20  cm, con las dos plumas centrales de la cola más oscuras, casi negruzcas, y en algunas subespecies la lista superciliar más estrecha detrás del ojo.

## Distribución y hábitat
Se encuentra localizada en Eritrea, Etiopía, el este de Sudán del Sur, sudeste de Sudán, Kenia, y norte de Tanzania.
Se encuentra en los bosques de montaña, incluidos los de Juniperus y Podocarpus, y las zonas de matorral montano.

## Taxonomía
Fue descrito científicamente en 1840 por Eduard Rüppell, con el nombre binomial de Petrocincla semirufa. Posteriormente fue trasladada al género Cossypha.
Se reconocen tres subespecies:
- C. s. semirufa - se encuentra en Eritrea, el sur y el oeste de Etiopía y el sudeste de Sudán y este de Sudán del Sur y el norte de Kenia;
- C. s. donaldsoni Sharpe, 1895 - se encuentra en el este de Etiopía;
- C. s. intercedens (Cabanis, 1878) - se encuentra en del centor al sureste de Kenia y el norte de Tanzania.